# Weinmannia discolor
Weinmannia discolor är en tvåhjärtbladig växtart som beskrevs av Gardn.. Weinmannia discolor ingår i släktet Weinmannia och familjen Cunoniaceae. Inga underarter finns listade i Catalogue of Life.